# Coppa della Regina 2013 (calcio)
La Copa de la Reina 2013 è stata la 31ª edizione della Coppa di Spagna riservata alle squadre femminili. La finale si è svolta a Las Rozas ed è stata vinta dal Barcellona contro il Prainsa Saragozza con un netto 4-0.

## Sistema di competizione
A differenza del torneo precedente partecipano di nuovo 8 squadre che disputeranno inizialmente i Quarti di finale con partite di andata e ritorno comprese le Semifinali.

## Quarti di finale
Le gare di andata si sono svolte il 12 maggio 2013 mentre quelle di ritorno tra il 18 e 19 maggio.
| Squadra 1       | Totale    | Squadra 2         | Andata | Ritorno |
| --------------- | --------- | ----------------- | ------ | ------- |
| Sant Gabriel    | 4-4       | Prainsa Saragozza | 3-3    | 1-1     |
| Espanyol        | 2-3       | Levante           | 1-1    | 1-2     |
| Rayo Vallecano  | 0-2 (dts) | Barcellona        | 0-0    | 0-2     |
| Atlético Madrid | 2-1       | Athletic Bilbao   | 1-0    | 1-1     |

### Risultati

#### Andata
| Sant Adrià de Besòs 12 maggio 2013, ore 11:00 CEST                                                         | Sant Gabriel | 3 – 3                            | Prainsa Saragozza | José Luis López Casado |
| \| \| \| \| \| Carreras 12’ Villagrasa 41’ Serrano 65’ \| Marcatori \| 62’ Neto 75’ Coronel 82’ Mallada \| |              |                                  |                   |                        |
| |              |                                  |                   |                        |
| Carreras 12’ Villagrasa 41’ Serrano 65’                                                                    | Marcatori    | 62’ Neto 75’ Coronel 82’ Mallada |                   |                        |

| Arbitro: | Pertegal Méndez |

|                    |           |              |
| Gimbert 90’ (rig.) | Marcatori | 45’ Martínez |

| Madrid 12 maggio 2013, ore 12:00 CEST | Rayo Vallecano      | 0 – 0 | Barcellona | Fundación Rayo Vallecano\| Arbitro: \| Miguel Sánchez Seco \| |
| Arbitro:                              | Miguel Sánchez Seco |       |            |                                                               |

| Arbitro: | Valentín Pizarro Gómez |

|             |           |  |
| Zornoza 45’ | Marcatori |  |

#### Ritorno
| Arbitro: | Miguel Ayza Gámez |

|                         |           |             |
| González 37’ Casado 43’ | Marcatori | 16’ Gimbert |

| Arbitro: | Jon Ander Azkuenaga Astorkiza |

|             |           |           |
| Paredes 34’ | Marcatori | 90’ Carro |

| Arbitro: | Roger Sales Font |

|                        |           |  |
| Diéguez 92’ García 94’ | Marcatori |  |

| Arbitro: | Marta Frías Acedo |

|          |           |          |
| León 55’ | Marcatori | 63’ Lilo |

## Semifinali
| Squadra 1         | Totale | Squadra 2  | Andata | Ritorno |
| ----------------- | ------ | ---------- | ------ | ------- |
| Atlético Madrid   | 1-5    | Barcellona | 0-3    | 1-2     |
| Prainsa Saragozza | 1-1    | Levante    | 0-0    | 1-1     |

### Risultati

#### Andata
| Arbitro: | Miguel Ángel Ortiz |

|  |           |                               |
|  | Marcatori | 25’, 62’ (rig.), 90’ Bermúdez |

| Saragozza 26 maggio 2013, ore 12:00 CEST | Prainsa Saragozza         | 0 – 0 | Levante | Estadio Pedro Sancho (600 spett.)\| Arbitro: \| Juan Carlos Sánchez López \| |
| Arbitro:                                 | Juan Carlos Sánchez López |       |         |                                                                              |

#### Ritorno
| Barcellona 9 giugno 2013, ore 12:15 CEST                                    | Barcellona | 2 – 1        | Atlético Madrid | Ciutat Esportiva Joan Gamper |
| \| \| \| \| \| Bermúdez 31’ Corredera 90+4’ \| Marcatori \| 17’ Sampedro \| |            |              |                 |                              |
|                                                                             |            |              |                 |                              |
| Bermúdez 31’ Corredera 90+4’                                                | Marcatori  | 17’ Sampedro |                 |                              |

| Valencia 9 giugno 2013, ore 12:00 CEST                     | Levante   | 1 – 1       | Prainsa Saragozza | Polideportivo de Nazaret |
| \| \| \| \| \| González 73’ \| Marcatori \| 89’ Coronel \| |           |             |                   |                          |
|                                                            |           |             |                   |                          |
| González 73’                                               | Marcatori | 89’ Coronel |                   |                          |

## Finale
| Arbitro: | Beatriz Gil Gozalo |

|                                                         |           |  |
| Losada 26’ Bermúdez 39’ Putellas 41’ Coronel 80’ (aut.) | Marcatori |  |